# 平井太郎
平井 太郎（ひらい たろう、1905年〈明治38年〉7月17日 - 1973年〈昭和48年〉12月4日）は、日本の政治家、実業家。四国新聞社、西日本放送社長。自由民主党参議院議員（4期連続当選）。

## 経歴
玉藻座社長を務めた平井実の長男として、香川県木田郡田中村（現・三木町）に生まれる。
1928年（昭和3年）明治大学専門部商科卒業後、高松市会議員に当選し玉藻組（のちの玉藻建設）の社長となる。
1937年（昭和12年）8月から約1年間、陸軍主計少尉として応召、除隊後、玉藻組など実業界で活躍しているうち、終戦を迎える。
1946年（昭和21年）高松商工会議所会頭、48年香川県経営者協議会会長、50年香川県商工会議所連合会会長、51年四国電力監査役に選ばれる。
1951年（昭和26年）四国新聞社社長に就き、53年にはラジオ四国（ラジオ香川を経て、現・西日本放送）を創設し社長になった。このほか、瀬戸内航空社長、四国電力取締役、学校法人高松女子商業高等学校（現・高松中央高等学校）理事長等も歴任した。
1973年12月4日、参議院議員4期目在職中に死去。68歳没。
三木町名誉町民のほか、2004年には香川県の歴史や文化に貢献した人物として「讃岐の百人」に選定される。

### 参議院議員
1950年（昭和25年）の第2回参議院選挙全国区に自由党から立候補し初当選。55年の保守合同で自民党参議院議員となる。
1956年（昭和31年）の第4回参議院選挙では香川県選挙区に転じて再選され、同年から翌57年まで石橋内閣及び第1次岸内閣の郵政大臣を務める。
1958年（昭和33年）から62年まで参議院副議長を担い、党参議院幹事長、党参議院議員会長も務めた。

## 人物
平井は、家業の建設業から手を広げ、戦後になって地元の新聞社を買収した。地方政界から国政にも進出し、1951年（昭和26年）電気通信省の政務次官に就いたことで放送局の利用価値に気づく。当時、毎日新聞の電波担当だった田中香苗（のち社長）によれば、次官在職時に同郷の縁で訪ねてきて「民間放送をやりたい」と協力を求めてきたという。2年後の53年に結実しラジオ四国を開局。社長に就く。そのまま56年に郵政相となり、退任の3か月後には自身の西日本放送にテレビ免許が交付された。次の社長は娘婿をあて、自身は68歳で亡くなるまで会長に留まった。

## 親族
- 平井卓志 娘婿（長女温子の夫）。参議院議員、労働大臣。
- 平井卓也 孫（卓志の長男）。衆議院議員 初代デジタル大臣。
- 平井龍司 孫（卓志の次男）四国新聞社代表取締役

## 選挙歴
| 当落                        | 選挙                    | 施行日       | 選挙区       | 政党       | 得票数  | 得票率 | 得票順位 /候補者数 | 比例区 | 比例順位 /候補者数 |
| --------------------------- | ----------------------- | ------------ | ------------ | ---------- | ------- | ------ | ------------------ | ------ | ------------------ |
| 当                          | 第2回参議院議員通常選挙 | 1950年6月4日 | 全国区       | 自由党     | 247,185 |        | 21/？              | -      | -                  |
| 当                          | 第4回参議院議員通常選挙 | 1956年7月8日 | 香川県地方区 | 自由民主党 | 211,738 | 56.5   | 2/1                | -      | -                  |
| 当                          | 第6回参議院議員通常選挙 | 1962年7月1日 | 香川県地方区 | 自由民主党 | 242,921 | 58.8   | 1/3                | -      | -                  |
| 当                          | 第8回参議院議員通常選挙 | 1968年7月7日 | 香川県地方区 | 自由民主党 | 260,202 | 61.8   | 1/5                | -      | -                  |
| 当選回数4回 （参議院議員4） |                         |              |              |            |         |        |                    |        |                    |

## 関連書籍
- にんげん平井太郎編集委員会 編『にんげん平井太郎 偉大なるその生涯』西日本放送、四国新聞社、1979年12月。